# Антициклическая экономическая политика

Экономические циклы характеризуются чередованием периодов роста и спада. Контрциклическая экономическая политика предлагает меры государства по преодолению рецессий, во время которых снижаются частные инвестиции ввиду ожидания / боязни потерь или убытков.

Контрциклическая, или антициклическая, экономическая политика — комплекс стабилизационных мер правительства, направленных на смягчение циклических колебаний экономической деятельности, в частности на предотвращение, преодоление или минимизацию последствий экономических кризисов.
Деловые циклы (колебания экономической активности), присущие экономике и характеризующиеся чередованием периодов роста и спада, являются следствием перенакопления или перепроизводства, за которым следуют ожидания снижения нормы прибыли (или снижения рентабельности ниже уровня процентной ставки), что вызывает сокращение инвестиций и замедление темпов роста деловой активности. Различные экзогенные факторы, такие как нефтяной или финансовый кризис, также могут вызвать смену деловой активности или усилить его последствия.
Сторонниками контрциклического регулирования выступают кейнсианцы, которые считают, что деловой цикл не стремится к общему равновесию, как это считали неоклассики. Согласно кейнсианской школе, дефицит и государственные инвестиции являются основными инструментами экономической политики, направленной на смягчение последствий делового цикла. В частности, государственное вмешательство в период рецессии должно быть направлено на повышение деловой активности путем снижения налогов, стимулирования кредитования и инвестиций посредством увеличения расходов.
Следовательно, в периоды рецессии, когда снижается частное инвестирование ввиду отсутствия ожиданий рентабельности, дефицит государственного бюджета должен увеличиться для восстановления экономического равновесия. Аналогично, в период восходящей фазы экономического цикла (роста) государство должно увеличивать налоги, создавая профицит для выплаты своих долгов и формирования резервного фонда на случай наступления экономического спада.
В современных условиях проведение антициклической, или стабилизационной, политики возложено в первую очередь на центральные банки. Основным инструментом противодействия циклу является денежно-кредитная политика.